# Alexandre Aulas
Alexandre Aulas (* 7. April 1986 in Roanne) ist ein ehemaliger französischer Radrennfahrer.
Alexandre Aulas fuhr 2006 für das französische ProTeam Ag2r Prévoyance als Stagiaire und fuhr in den Jahren 2008 und 2009 für das zypriotische Continental Team CarmioOro NGC, für das er 2008 die sechste Etappe bei der Tour of Japan gewann. Aulas, der seit 2010 nicht mehr für internationale Radsportteams fährt, gewann ansonsten einige Abschnitte von Etappenrennen nationaler Kalender, u. a. 2009 und 2012 bei der Tour de la Réunion.

## Erfolge
2008
- eine Etappe Tour of Japan

## Teams
- 2006 AG2R Prévoyance (Stagiaire)
- 2008 A-Style Somn
- 2009 CarmioOro-A Style